# MLS Cup de 2015
MLS Cup 2015, foi a final da 19ª edição da Major League Soccer, disputada entre Columbus Crew e Portland Timbers. O jogo foi disputado no Mapfre Stadium, em Columbus, Ohio em 06 de dezembro de 2015. 
O Portland Timbers, por ter vencido pelo placar de 2 a 1, sagrou-se campeão da MLS Cup de 2015.

## Caminho até a final
| Pos | Clube                  | J  | V  | E | D  | GP | GC | SG  | Pts |
| --- | ---------------------- | -- | -- | - | -- | -- | -- | --- | --- |
| 1   | New York Red Bulls     | 34 | 18 | 6 | 10 | 62 | 43 | +19 | 60  |
| 2   | Columbus Crew          | 34 | 15 | 8 | 11 | 58 | 53 | +5  | 53  |
| 3   | Montreal Impact        | 34 | 15 | 6 | 13 | 48 | 44 | +4  | 51  |
| 4   | D.C. United            | 34 | 15 | 6 | 13 | 43 | 45 | –2  | 51  |
| 5   | New England Revolution | 34 | 14 | 8 | 12 | 48 | 47 | +1  | 50  |
| 6   | Toronto FC             | 34 | 15 | 4 | 15 | 58 | 58 | 0   | 49  |

| Pos | Clube                | J  | V  | E | D  | GP | GC | SG  | Pts |
| --- | -------------------- | -- | -- | - | -- | -- | -- | --- | --- |
| 1   | FC Dallas            | 34 | 18 | 6 | 10 | 52 | 39 | +13 | 60  |
| 2   | Vancouver Whitecaps  | 34 | 16 | 5 | 13 | 45 | 36 | +9  | 53  |
| 3   | Portland Timbers     | 34 | 15 | 8 | 11 | 41 | 39 | +2  | 53  |
| 4   | Seattle Sounders FC  | 34 | 15 | 6 | 13 | 44 | 36 | +8  | 51  |
| 5   | Los Angeles Galaxy   | 34 | 14 | 9 | 11 | 56 | 46 | +10 | 51  |
| 6   | Sporting Kansas City | 34 | 14 | 9 | 11 | 48 | 45 | +3  | 51  |

## Detalhes
| 6 de dezembro | Columbus Crew | 1 – 2     | Portland Timbers       | Mapfre Stadium, Columbus              |
| 16:00 (UTC−5) | Kamara 18'    | Relatório | Valeri 1' · Wallace 7' | Público: 21 747 Árbitro: Jair Marrufo |

| Columbus Crew | Portland Timbers |

## Premiação
| MLS Cup de 2015              |
| ---------------------------- |
| Portland Timbers (1º título) |